# Holger Schmezer
Holger Schmezer (* 9. März 1947 in Bad Rappenau; † 19. April 2012 in ’s-Hertogenbosch, Niederlande) war ein deutscher Dressurreiter und Trainer. Zuletzt war er Cheftrainer der deutschen Dressurreiter.

## Leben
Holger Schmezer wuchs in Plön auf. Durch seinen Vater, einen Ausbilder an der Marineunteroffizierschule in Plön, konnte er als Jugendlicher viele verschiedene Sportarten ausprobieren. Seine Stärke war die Leichtathletik, hier erreichte er die schleswig-holsteinische Meisterschaft im Zehnkampf.

### Beginn des Reiterlebens
Über den Modernen Fünfkampf, welcher auch das Springreiten beinhaltete, kam er zum Pferdesport und begann 1961 im ortsansässigen Reiterverein Plön-Ascheberg zu reiten. Nach einiger Zeit konzentrierte sich Holger Schmezer sportlich ausschließlich auf das Reiten. Er war zunächst als Spring- und Vielseitigkeitsreiter aktiv und nahm ab 1962 an zahlreichen Prüfungen teil. Holger Schmezer machte später das Dressurreiten mehr Spaß, da die Dressur seiner Meinung nach nicht nur Athletik, sondern auch künstlerische Aspekte beinhaltete. Außerdem sah er ausschließlich in der Dressur berufliche Chancen, weshalb er zur Dressur wechselte.

### Ausbildung
Holger Schmezer ignorierte den Rat seiner Eltern, einen „ordentlichen“ Beruf zu lernen: Schmezer bekam eine Lehrstelle im Dressurstall von Gustav Eggert und Dieter Bruhn im Ort Aumühle in der Nähe von Hamburg. Dort begann Holger Schmezer nach dem Abbruch der Schule 1967 mit der Bereiterlehre, was der heutigen Ausbildung zum Pferdewirt/Schwerpunkt Reiten entspricht, und schloss sie 1969 erfolgreich ab.
Nach der Ausbildung hatte Holger Schmezer von 1970 bis 1974 ein viereinhalbjähriges Volontariat bei dem sehr erfolgreichen und als Legende geltenden Dressurreiter, Dressurausbilder und Dressurbundestrainer Willi Schultheis. Diese Jahre waren für ihn sehr prägend. Er lernte von Schultheis, „[…]dass nicht der Blick zurück zählt, sondern das, was man nächstes Jahr erreichen kann“.

### Ausbilder und Trainer
Nach abgeschlossener Ausbildung blieb er noch vier Jahre in dessen Reitstall tätig, bevor er die Leitung eines Reitstalls in Thedinghausen übernahm. Außerdem stellte Schmezer zusammen mit seiner ersten Frau Inge Hannoveraner Auktionspferde in Verden vor. 1979 schließlich eröffnete er einen eigenen Stall in Verden-Borstel. Im Jahr 1980 legte er die Berufsreitlehrerprüfung ab, die der heutigen Prüfung zum Pferdewirtschaftsmeister entspricht. Nach seinem Wechsel zum Amt des Bundestrainers für Junioren und Junge Reiter 1996, wollte Holger Schmezer seinen Turnier- und Ausbildungsstall in Verden-Borstel in reduziertem Umfang weiterführen. Schmezer schloss ihn jedoch 1999.
In den 1990er Jahren war er neben seiner Berufsreitertätigkeit auch als niedersächsischer Delegierter der Bundesvereinigung der Berufsreiter (BBR) aktiv. 1996 übernahm Holger Schmezer die Tätigkeit des Bundestrainers Dressur der Junioren und Jungen Reiter, zugleich legte er sein BBR-Delegiertenmadat nieder.

#### Bundestrainer
Ab Februar 1996 war Holger Schmezer zudem an der dressurmäßigen Betreuung der Bundeswehrsportschüler am Olympiade Komitee für Reiterei/Bundesleistungszentrum Reiten (DOKR) bei Warendorf beteiligt. Holger Schmezer erteilte zur Unterstützung von Bundestrainer Siegfried Peilicke zweimal wöchentlich Unterricht für die Dressurreiter in Warendorf.
Aufgrund „seines guten Auges, aber auch seiner Fähigkeit mit Menschen umzugehen“, wurde Holger Schmezer Ende 1996 für das Amt des Bundestrainers für Junioren und Junge Reiter Dressur ernannt. Holger Schmezer übernahm die Leitung und die Betreuung des C-Kaders (Junioren und Junge Reiter Dressur). Außerdem führte er die Ausbildung der Bundeswehrangehörigen fort, die er schon Anfang 1996 begann. Hierbei bereitete er die Auszubildenden auf den Übergang von der Jugendklasse zur Seniorenklasse der Dressur vor. Zusätzlich kamen Aufgaben wie Sichtungen, Auswahlen und Trainingseinheiten auf ihn zu.
Sowohl seine guten Leistungen als Trainer, als auch die der Reiter zahlte sich für ihn aus. Zum Jahreswechsel 2000/2001 wurde er beim DOKR Nachfolger von Klaus Balkenhol als leitender Bundestrainer Dressur. Für ihn war „es […] ein weiterer Schritt. Die Herausforderung ist größer, die Anforderungen höher“. Holger Schmezer arbeitete immer nach dem Motto „Erfolg muss man sich selbst erarbeiten“. Wenn Holger Schmezer etwas zu kritisieren hatte, war dies die Entscheidung der Dressurrichter. Er selbst war auch Dressurrichter, womit er allerdings in der Zeit des Bundestrainers aufhörte. „Heute richten die meisten vor sich hin und pflegen ihre Meinung. Darin liegt für mich das Problem.“  In dieser Zeit feierte er mit der deutschen Dressurmannschaft viele Einzel- und Mannschaftserfolge. Seine Amtszeit war jedoch auch vom Wandel geprägt – weg von der deutschen Alleindominanz im Dressurreiten zur Konkurrenz mehrerer starker Dressurnationen, insbesondere der Niederländer und Großbritanniens.
Auch im Jahre 2012 wollte er mit seinen Reitern weitere Erfolge erzielen. Das Deutsche Dressurteam war in dem Niederländischen s’Hertogenbosch, um am Weltcupfinale in ’s-Hertogenbosch. Allerdings wurde das Turnier von einem schlimmen Vorfall überschattet. Am Abend des 19. Aprils fand ein Abendessen der Offiziellen statt. Als er hier nicht erschien und auch nicht erreichbar war, wurde sein Hotelzimmer geöffnet, wo er tot aufgefunden wurde. Die örtliche Polizei nimmt einen natürlichen Tod an – die Untersuchung des Hotelzimmers jedenfalls habe keine Hinweise auf ein Verbrechen ergeben.
Angehörige, Freunde, Bekannte, Kollegen und viele mehr waren voller „Erschütterung, Trauer und Fassungslosigkeit […]“. Eigentlich wollte Schmezer seine Karriere nach den Olympischen Spielen 2012 in London beenden, um so mehr Zeit für seine Familie zu haben. Außerdem wollte Schmezer als Ausbilder und Richter aktiv bleiben. Er war bis zu seinem Tod am 19. April 2012 Bundestrainer.
Schmezer war verheiratet und hatte eine 2005 geborene Tochter.

## Erfolge
eigene Erfolge
achtfacher Niedersächsischer Meister Dressur
über 100 Siege in Dressurprüfungen der Klasse S bis hin zu Intermediaire sowie zahlreiche Platzierungen im Grand Prix
als Trainer Junge Reiter und Junioren
25 Medaillen bei Europameisterschaften, davon 13 goldene
als Bundestrainer Dressur
Olympische Spiele (2004, 2008)
Mannschaft: zweimal Gold
Einzel: zweimal Silber, einmal Bronze
Weltreiterspiele (2002, 2006, 2010)
Mannschaft: zweimal Gold, einmal Bronze
Einzel: zweimal Gold, einmal Bronze
Europameisterschaften (2001, 2003, 2005, 2007, 2009, 2011)
Mannschaft: dreimal Gold, dreimal Gold, zweimal Silber, einmal Bronze
Einzel: dreimal Gold, zweimal Silber, einmal Bronze